# Yuri González Vidal
Yuri González Vidal (Marianao, Cuba, 12 de enero de 1981) es un Gran Maestro Internacional de ajedrez cubano.

## Resultados destacados en competición
En 1999, ganó el torneo de La Habana. En 2001, ganó el torneo memorial Guillermo García González de Santa Clara, y el primer puesto de La Habana, junto con Yuniesky Quezada y Holden Hernández Carmenates.
En 2003, ganó el torneo de Santa Clara. En 2004, ganó el torneo de Barberá del Vallés, empatado con Frank de la Paz Perdomo y Ewgeni Janew. En 2005, ganó el torneo de Badalona, ganó en Galapagar, empatado con Pablo Almagro Llamas y Omar Almeida Quintana, y ganó el torneo Memorial Capablanca abierto empatado con Walter Arencibia Rodríguez.
En 2007, ganó el torneo de Moncada y Reixach, empatado con Fabien Libiszewski, Logmanem Guliewem y Aleksiej Barsow, ganó el torneo de Oviedo, empatado con Marcin Tazbir y Omar Almeida Quintana.
En 2008, ganó el torneo de La Habana. En 2010, ganó el torneo San Cristóbal de La Laguna, empatado con Bojan Kurajica, Lázaro Bruzón, Evgeny Gleizerov y Kamil Mitoń.